# Classique de Dubai de snooker
Ne doit pas être confondu avec Omega Dubai Desert Classic.
Le Classique de Dubai de snooker est un ancien tournoi de snooker professionnel. Il a été un tournoi classé entre 1989 et 1996, année de sa disparition. Initialement organisé à Dubaï aux Émirats arabes unis, les deux dernières éditions ont eu lieu à Bangkok en Thaïlande.

## Historique
Créé en 1988, c'était le premier tournoi de snooker professionnel au Moyen-Orient. En 9 années d'existence, il a été remporté 3 fois par Stephen Hendry et John Parrott.

## Palmarès
| Année                           | Lieu                            | Vainqueur                       | Finaliste                       | Score                           | Saison                          |
| Classique de Dubaï (non classé) | Classique de Dubaï (non classé) | Classique de Dubaï (non classé) | Classique de Dubaï (non classé) | Classique de Dubaï (non classé) | Classique de Dubaï (non classé) |
| ------------------------------- | ------------------------------- | ------------------------------- | ------------------------------- | ------------------------------- | ------------------------------- |
| 1988                            | Dubaï                           | Neal Foulds                     | Steve Davis                     | 5–4                             | 1988-1989                       |
| Classique de Dubaï (classé)     |                                 |                                 |                                 |                                 |                                 |
| 1989                            | Dubaï                           | Stephen Hendry                  | Doug Mountjoy                   | 9–2                             | 1989-1990                       |
| 1990                            | Dubaï                           | Stephen Hendry                  | Steve Davis                     | 9–1                             | 1990-1991                       |
| 1991                            | Dubaï                           | John Parrott                    | Tony Knowles                    | 9–3                             | 1991-1992                       |
| 1992                            | Dubaï                           | John Parrott                    | Stephen Hendry                  | 9–8                             | 1992-1993                       |
| 1993                            | Dubaï                           | Stephen Hendry (3)              | Steve Davis                     | 9–3                             | 1993-1994                       |
| 1994                            | Dubaï                           | Alan McManus                    | Peter Ebdon                     | 9–6                             | 1994-1995                       |
| Classique de Thaïlande (classé) |                                 |                                 |                                 |                                 |                                 |
| 1995                            | Bangkok                         | John Parrott (3)                | Nigel Bond                      | 9–6                             | 1995-1996                       |
| Classique d'Asie (classé)       |                                 |                                 |                                 |                                 |                                 |
| 1996                            | Bangkok                         | Ronnie O'Sullivan               | Brian Morgan                    | 9–8                             | 1996-1997                       |

| \| Dubaï Bangkok \| Sites du tournoi |
| Dubaï Bangkok                        |

## Bilan par pays
| Pays       | Joueurs | Total | Premier titre | Dernier titre |
| ---------- | ------- | ----- | ------------- | ------------- |
| Angleterre | 3       | 5     | 1988          | 1996          |
| Écosse     | 2       | 4     | 1989          | 1994          |